# Adolf De Graeve
Adolphe René Joseph (Adolf) De Graeve (Brugge, 7 augustus 1881 – aldaar, 23 september 1920) was een Belgisch componist.
Hij was zoon van toen kleermaker Pierre Charles (hij werd later huisbewaarder van de Brugse muziekschool) en Célestine Mathilde Bonheure. Adolphe was getrouwd met Luitgarde Margaretha Scherpereel. Zoon Antoon De Graeve werd pastoor in de Sint-Antoniusparochiekerk.
Het was Hendrik Van den Abeele, organist in de Onze-Lieve-Vrouwekerk, die hem stimuleerde de muziek in te gaan. Hij kreeg, financieel ondersteund door Van den Abeele, zijn muziekopleiding aan de Stedelijk Muziekschool Brugge van Ernest de Brauwere (pianostudie) en Louis Maes (orgelstudie). Hij haalde tijdens zijn studie diverse eerste prijzen. Vervolgens ging hij verder studeren aan het Koninklijk Conservatorium Brussel, alwaar hij lessen volgde in harmonieleer bij Paul Gilson, pijporgel, contrapunt en fuga. Gustave Huberti, Alfons Desmet en Edgar Tinel waren zijn andere docenten. Anderzijds gaf De Graeve ook weer les aan genoemd instituut te Brugge (notenleer), gaf hij les aan het blindeninstituut in Sint-Kruis (De Graeve kon goed overweg met het braille-notenschrift) en was organist van het Begijnhof Ten Wijngaerde, het Sint-Janshospitaal en de Heilige Magdalenakerk aan het Astridpark te Brugge.
De Eerste Wereldoorlog gooide zijn leven overhoop, zeker toen zijn vriend en kunstenaar Joe English het leven liet bij de Slag om de IJzer.
Zijn oeuvre bleef gezien zijn vroege overlijden als gevolg van depressies en slepende ziekten klein. Bekend van hem zijn:
- Bijbelspelen: De verloren zoon, Jozef in Dothan, Samuel, Joas en De Blindgeborene
- Kerkmuziek: Missa Benedicamus Domino (vier stemmen en orkest), Missa in Honorem St-Antonii (twee gemengde stemmen en orgel), motetten, liederen
- Liederen: Psalm, Zegemars, De beiaard van Brugge, Ik ken!, Het bier van Vlaanderen, Kom binnen en Ons huisje.